# Catala
El SS Catala fue un barco de vapor canadiense de carga y pasajeros construido en Escocia en 1925 para prestar servicio en la Union Steamship Company de Columbia Británica. El Catala debe su nombre a la isla Catala, que se encuentra a la entrada de Esperanza Inlet en la costa oeste de la isla de Vancouver. En 1927, el barco se convirtió en pérdida total tras encallar en un arrecife, pero fue recuperado y volvió a prestar servicio. El Catala, retirado en 1958, se utilizó posteriormente como hotel flotante hasta que naufragó en la costa del estado de Washington en 1965.

## Accidente de 1927

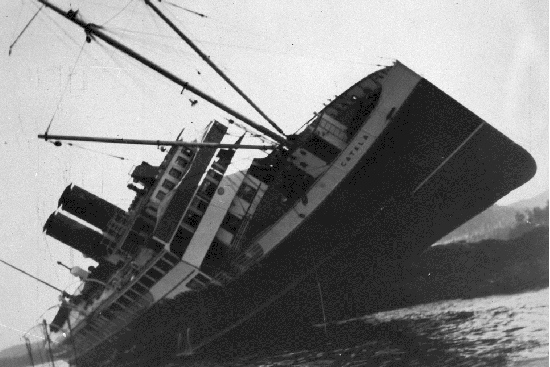
El Catala encalló en el arrecife Sparrowhawk, frente a la costa de Columbia Británica, en algún momento entre el 8 de noviembre y el 5 de diciembre de 1927.

El 8 de noviembre de 1927, a las 13:00 horas, en un viaje hacia el sur procedente de Stewart, Columbia Británica, el Catala había salido de Port Simpson con destino a Prince Rupert a través del canal sur en el interior de la isla Finlayson. Este canal se llama Paso Cunningham.
Con el primer oficial Ernest Sheppard en el puente, el barco chocó contra el arrecife Sparrowhawk. Se informó que el arrecife había sido marcado con una boya de advertencia. Más tarde, durante una investigación sobre el incidente, se descubrió que las condiciones de luz solar intensa habían tenido algún papel en la reducción de la visibilidad. El capitán Alfred E. Dickson ordenó que se bajaran los botes salvavidas de inmediato y, con la ayuda de la gente local de las Primeras Naciones y sus canoas, todos los pasajeros fueron sacados del barco y llegaron a salvo a Port Simpson, sin víctimas.
La profundidad del agua sobre el arrecife oscilaba entre 7,0 m (23 pies) en marea alta y solo 2,1 m (7 pies) en marea baja. El Catala se mantuvo en un ángulo de 45 grados entre dos pilares de roca. Gran parte del barco sobresalía sin apoyo en el aire por lo que se temía que el barco se partiera en dos. El barco había sido construido con un doble fondo, lo que ayudó a mantener el agua fuera de la bodega. Los esfuerzos de los remolcadores, especialmente el Salvage Princess, el Cape Scott y, desde Vancouver, el Salvage King, para sacar el barco fracasaron, a pesar de que el barco había sido aligerado descargando la carga en un barco de servicio más pequeño. La compañía entregó el barco como perdido y lo abandonó a las aseguradoras, quienes luego asumieron la responsabilidad de los esfuerzos de salvamento. La gerencia de la compañía declaró que recuperarían el barco si podían sacarlo del arrecife.
Finalmente, mediante la voladura progresiva de los pilares de roca y el parcheo de los agujeros en el casco a medida que avanzaba la voladura, la tripulación de salvamento pudo liberar el barco el 5 de diciembre de 1927. Los salvadores llevaron el barco a un fondeadero temporal a una milla de distancia, y luego a Prince Rupert. Finalmente, el Catala fue llevado al sur a Vancouver, donde a un coste de 175.000 $ se reparó el barco. La reparación fue supervisada por W.D. McLaren, quien había estado a cargo de Coaster Construction en Escocia cuando se construyó el Catala, y desde entonces se había mudado a Vancouver. El 30 de marzo de 1928, el Catala reanudó su programa de navegación semanal desde Vancouver, nuevamente bajo el mando del capitán Dickson.

## Carrera posterior

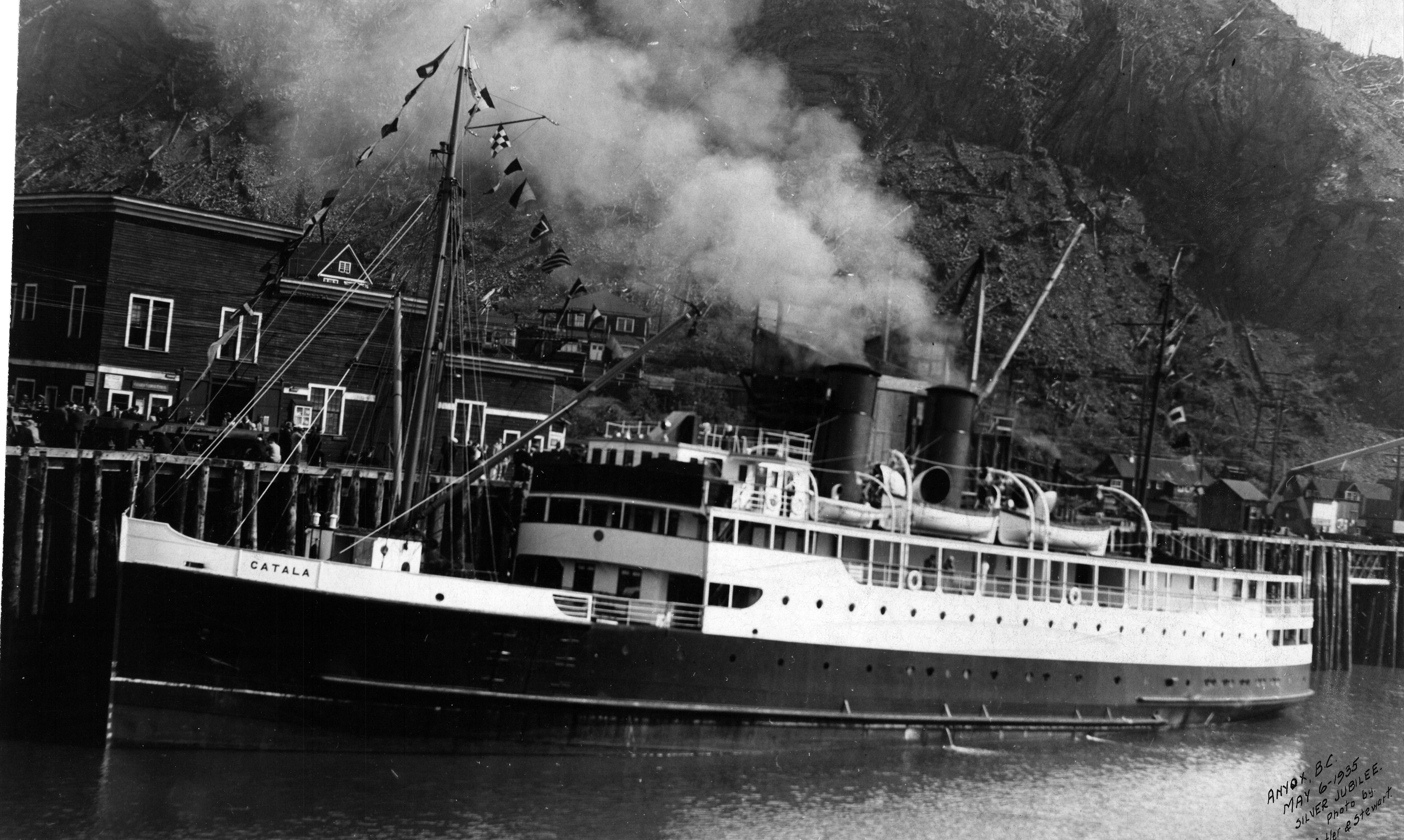
El Catala en 1935.

En 1958 fue vendido a nuevos propietarios en Columbia Británica para su uso como barco de compra de pescado. En la 21 Century Exposition de Seattle fue un hotel flotante amarrado en la costa de Seattle. Más tarde, en 1962, fue remolcado a California y utilizado como restaurante flotante. En 1963 fue llevado de vuelta al norte, a Ocean Shores, Washington, y utilizada como hotel flotante de nuevo hasta que encalló debido a una tormenta el día de Año Nuevo de 1965.

## Hundimiento

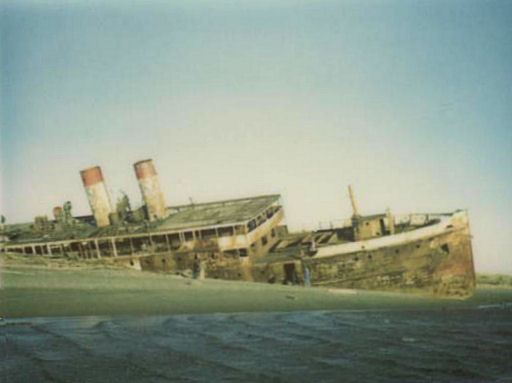
El pecio del Catala encallado en 1976

Después de encallar, los esfuerzos para reflotar el Catala fracasaron y el naufragio quedó abandonado a su suerte en la playa de Damon Point, Washington. A lo largo de los años fue objeto de vandalismo y saqueo y, a finales de los años 1980, una niña se cayó a través de una parte oxidada de su cubierta y se rompió la espalda. Su familia demandó al estado de Washington, que a su vez ordenó que se cortaran los restos del pecio del naufragio. El Catala fue cortado al nivel de la arena y enterrado, hasta que una serie de tormentas invernales lo desenterraron a finales de los años 1990. 
Las tormentas posteriores expusieron gradualmente más del casco hasta que en abril de 2006 un vagabundo se dio cuenta de que se estaba filtrando petróleo del naufragio. El Departamento de Ecología del Estado de Washington acordonó el naufragio y retiró 34.500 galones estadounidenses (131.000 L) de fueloil pesado antes de desguazar el resto del barco. Varias especies de aves en peligro de extinción anidan en la zona, incluido el chorlito nevado.